# Петровка (Сармановский район)
Петровка (тат. Петровка) — деревня в Сармановском районе Республики Татарстан России. Входит в состав Кавзияковского сельского поселения.

## География
Деревня находится в восточной части Татарстана, в лесостепной зоне, в пределах северных отрогов Бугульмино-Белебеевской возвышенности, на правом берегу реки Ковзиячки, на расстоянии примерно 16 километров (по прямой) к востоку от села Сарманова, административного центра района. Абсолютная высота — 108 метров над уровнем моря.

### Климат
Климат характеризуются как умеренно континентальный, с продолжительной умеренно холодной зимой и коротким тёплым летом. Среднегодовая температура воздуха составляет 3,8 °С. Средняя температура воздуха самого холодного месяца (января) — −12,2 °C; самого тёплого месяца (июля) — 19,7 °C. Безморозный период длится в течение 112—116 дней. Среднегодовое количество атмосферных осадков составляет 460 мм, из которых 340 мм выпадает в период с апреля по октябрь. Снежный покров держится 155—165 дней.

### Часовой пояс
Деревня Петровка, как и весь Татарстан, находится в часовой зоне МСК (московское время). Смещение применяемого времени относительно UTC составляет +3:00.

## Население
Население деревни Петровка в 2011 году составляло 73 человека.

### Национальный состав
Согласно результатам переписи 2002 года, в национальной структуре населения русские составляли 52 % из 104 чел., татары — 38 %.